# LVDS
Низковольтная дифференциальная передача сигналов (англ. low-voltage differential signaling или LVDS) — способ передачи электрических сигналов и стандарт ANSI/TIA/EIA-644-A 2001 года, позволяющий передавать информацию на высоких частотах при помощи дешёвых соединений на основе медной витой пары. Стандарт разрабатывался и продвигался компанией Texas Instruments. Начиная с 1994 года низковольтная дифференциальная передача сигналов используется в компьютерной отрасли, где нашла широкое применение для создания высокоскоростных вычислительных сетей и компьютерных шин.

## Отличия от несимметричной передачи сигналов
При дифференциальной передаче для передачи одного сигнала используется дифференциальная пара (сигналов); это означает, что передающая сторона подаёт на проводники пары различные уровни напряжения, которые сравниваются на приёмной стороне: для декодирования информации используется разница напряжений на проводниках пары. Передатчик направляет небольшой ток (порядка 3,5 мА) в один из сигнальных проводников в зависимости от того, какой логический уровень надо передать. На приёмной стороне ток проходит через резистор сопротивлением 100—120 Ом (равным волновому сопротивлению кабеля для уменьшения отражённого сигнала) и возвращается к отправителю сигнала по другому проводнику, образуя таким образом замкнутую электрическую цепь. В соответствии с законом Ома напряжение на резисторе будет составлять около 350 мВ. Принимающая сторона определяет полярность этого напряжения для того, чтобы определить логический уровень. Такой тип передачи называется токовая петля.
Небольшая амплитуда сигнала LVDS, а также высокая электромагнитная связь проводов дифференциальной пары друг с другом позволяют уменьшить излучаемые вовне помехи и рассеиваемую мощность.
Синфазное напряжение (среднее напряжение двух проводников) обычно составляет около 1,25 В, что позволяет использовать LVDS во многих СБИС с напряжением питания 2,5 В и ниже. Как упоминалось выше, напряжение между проводниками пары составляет 350 мВ, что позволяет по сравнению с другими способами передачи сигналов значительно снизить потребляемую мощность. Например, статическая мощность, рассеиваемая на нагрузочном резисторе LVDS, составляет всего 1,2 мВт, по сравнению с 90 мВт, рассеиваемыми на нагрузочном резисторе интерфейса RS-422. Без нагрузочного резистора для каждого бита данных приходилось бы нагружать и разгружать весь проводник. Использование нагрузочного резистора и высоких частот передачи приводит к тому, что бит покрывает лишь часть проводника (в процессе передачи со скоростью электромагнитных колебаний в среде), что является более энергоэффективным.
LVDS — не единственная используемая дифференциальная система. Но она остается единственной, сочетающей в себе высокие скорости и небольшое рассеивание энергии.

## Применение LVDS
LVDS стала популярна в конце 90-х годов XX века. До того времени компьютеры были слишком медленны, чтобы требовать столь высоких скоростей передачи данных, используя для передачи данных большое количество проводников (см. напр. ATA). Однако, расширение использования мультимедиа и суперкомпьютеров привело к проявлению широкого интереса к данной системе, так как подобные системы нуждались в передаче больших объёмов данных на расстояния порядка нескольких метров.
Также поддерживается в SCSI начиная с версии Ultra-2 SCSI для увеличения допустимых длин проводов и скоростей.
Современные ПЛИС (например, от Altera или Xilinx) имеют LVDS-порты, что позволяет разрабатывать любые устройства, работающие с шиной на основе LVDS-технологии.

## Сравнение с параллельной передачей данных
LVDS применяется как при параллельной, так и при последовательной передаче данных. При обычной параллельной передаче несколько бит передаются одновременно по группе проводов с использованием общей земли. Высокие скорости LVDS и использование самосинхронизирующихся кодов позволяют передавать больше данных по меньшему количеству проводов, чем в случае параллельной шины. Устройство преобразования между последовательными и параллельными шинами называется сериализатор/десериализатор (сериалайзер/десериалайзер от англ. serializer/deserializer, SerDes).

## Многоточечный LVDS
Когда скорости последовательной передачи не хватает, данные могут передаваться параллельно по нескольким парам LVDS для каждого бита или байта (например, как в PCI Express или в HyperTransport). Такая система называется шиной LVDS (англ. bus LVDS, BLVDS). Стандартные передатчики рассчитаны на использование в соединениях точка-точка, но для использования в многоточечных шинных системах модифицированные передатчики имеют большие выходные токи, они могут быть нагружены резисторами нескольких приёмников.
Существуют стандарты на подобные системы: BLVDS и LVDM (от Texas Instruments). Также существует стандарт TIA-899 Multipoint LVDS (MLVDS), который используется в AdvancedTCA.
MLVDS имеет 2 типа приемников:
тип 1 практически совместим с LVDS и использует порог в 0 В;
тип 2 использует порог в 0,1 В, чтобы избегать различных ошибок, например возникновения незамкнутых и короткозамкнутых цепей.